# اتحاد سلوفاكيا لكرة القدم

الشعار السابق للاتحاد السلوفاكي

تأسس الاتحاد السلوفاكي لكرة القدم في عام 1938م وانضم إلى الاتحاد الدولي لكرة القدم في 1994م وانضم إلى الاتحاد الأوروبي لكرة القدم في 1993م.